# John Cryer
John Robert Cryer (né le 11 avril 1964) est un homme politique britannique du parti travailliste, qui est député pour Leyton et Wanstead de 2010 à 2024. Il est auparavant député de Hornchurch de 1997 à sa défaite aux élections générales de 2005. Il entre à la chambre des lords en 2024.

## Biographie
Journaliste de profession, Cryer fait ses études à Oakbank School, à Keighley, à l'Université du Hertfordshire et au London College of Communication.
Il appartient à la gauche du parti travailliste et est membre du groupe de campagne socialiste. Il travaille pour Tribune et le Morning Star pour l'ASLEF et pour le Syndicat des travailleurs des transports et autres travailleurs. Il est eurosceptique et vote pour que le Royaume-Uni quitte l'Union européenne lors du référendum de 2016.
En tant que député de Hornchurch, il vote régulièrement contre les consignes du parti. Il vote contre les frais de scolarité et les suppléments pour l'enseignement supérieur, contre la réduction des allocations parentales (la première grande rébellion du gouvernement Blair) et contre la guerre en Irak.
Il participe également à des campagnes locales pour sauver une école primaire locale, pour empêcher la perte d'un cabinet de médecin généraliste populaire à Rainham et contre les propositions de réduction du nombre de lits à l'hôpital d'Oldchurch. Il perd ce siège fragile en 2005, avant d'être choisi pour succéder à Harry Cohen à Leyton et Wanstead, un siège sûr pour le Labour. Il le conserve confortablement pour le parti lors des élections générales de 2010.
Il est l'un des 16 signataires d'une lettre ouverte adressée à Ed Miliband en janvier 2015 appelant le parti à s'opposer à toute nouvelle mesure d'austérité, à reprendre la propriété des franchises ferroviaires et à renforcer les accords de négociation collective.
Le 9 février 2015, il est élu sans opposition pour succéder à Dave Watts à la présidence du Parti travailliste parlementaire.
Le 8 mai 2015, il est réélu député de la circonscription de Leyton et de Wanstead avec 58,6% des voix. Le 8 juin 2017, il est réélu député avec 69,8% des voix.
Il est créé baron Cryer et entre à la chambre des lords le 15 août 2024.

## Vie privée
Il est le fils de Ann Cryer et de Bob Cryer, deux anciens députés travaillistes. Enfant, il est apparu comme figurant dans le film The Railway Children (1970). Sa deuxième épouse est Ellie Reeves, députée travailliste de Lewisham West et membre du CEN travailliste et membre du NEC travailliste de 2006 à 2016 et sœur de Rachel Reeves, ancienne secrétaire au Travail et Pensions du cabinet fantôme.